# Full Members Cup
La Full Members' Cup era una competición anual de fútbol inglés de eliminación directa, organizada por la Football League. Se creó en el año 1985 tras la expulsión de los clubes ingleses de las competiciones UEFA y se jugó hasta el año 1992.

## Historia
La competición fue creada tras el desastre de Heysel, cuando los clubes ingleses fueron expulsados de las competiciones europeas, como una competición adicional para los clubes de la First Division y Second Division (pero no los clubes que deberían haberse clasificado para Europa en la temporada 1985/86, ya que estos jugaron la Football League Super Cup). 
Se eligió el nombre de "Full Members' Cup" ya que estos clubes eran "miembros completos" de la Football League, con derecho a voto; los clubes de Third Division y Fourth Division eran Miembros Asociados y eran elegibles para el Football League Trophy (entonces conocido como Associate Members' Cup).
La competición se canceló tras siete temporadas, cuando se introdujo la Premier League y la Football League se redujo a tres divisiones.
Siete finales tuvieron lugar entre 1986 y 1992. El Blackburn Rovers y el Reading fueron los únicos clubes de Second Division que se coronaron campeones. Chelsea y Nottingham Forest conquistaron dos trofeos cada uno.

## Participantes
| Temporada | N.º de Clubes | First Division | Second Division |
| --------- | ------------- | -------------- | --------------- |
| 1985-86   | 21            | 5              | 16              |
| 1986-87   | 30            | 14             | 16              |
| 1987-88   | 40            | 17             | 23              |
| 1988-89   | 40            | 16             | 24              |
| 1989-90   | 37            | 13             | 24              |
| 1990-91   | 39            | 15             | 24              |
| 1991-92   | 41            | 18             | 23              |

- 4 clubes jugaron en la First Division durante las 7 temporadas pero nunca participaron: Arsenal, Liverpool, Manchester United y Tottenham Hotspur.

## Historial
| Año              | Campeón                      | Final Resultado | Subcampeón                   | Semifinalistas            | Semifinalistas                 |
| ---------------- | ---------------------------- | --------------- | ---------------------------- | ------------------------- | ------------------------------ |
| 1985-86 Detalles | Chelsea Inglaterra           | 5:4             | Manchester City Inglaterra   | Oxford United Inglaterra  | Hull City Inglaterra           |
| 1986-87 Detalles | Blackburn Rovers Inglaterra  | 1:0             | Charlton Athletic Inglaterra | Ipswich Town Inglaterra   | Norwich City Inglaterra        |
| 1987-88 Detalles | Reading Inglaterra           | 4:1             | Luton Town Inglaterra        | Coventry City Inglaterra  | Swindon Town Inglaterra        |
| 1988-89 Detalles | Nottingham Forest Inglaterra | 4:3             | Everton Inglaterra           | Crystal Palace Inglaterra | Queens Park Rangers Inglaterra |
| 1989-90 Detalles | Chelsea Inglaterra           | 1:0             | Middlesbrough Inglaterra     | Crystal Palace Inglaterra | Aston Villa Inglaterra         |
| 1990-91 Detalles | Crystal Palace Inglaterra    | 4:1             | Everton Inglaterra           | Norwich City Inglaterra   | Leeds United Inglaterra        |
| 1991-92 Detalles | Nottingham Forest Inglaterra | 3:2             | Southampton Inglaterra       | Leicester City Inglaterra | Chelsea Inglaterra             |

## Palmarés
| Equipo                  | Títulos | Subtítulos | Años Campeón | Años Subcampeón |
| ----------------------- | ------- | ---------- | ------------ | --------------- |
| Chelsea F. C.           | 2       | –          | 1986, 1990   | -               |
| Nottingham Forest F. C. | 2       | –          | 1989, 1992   | -               |
| Blackburn Rovers F. C.  | 1       | –          | 1987         | -               |
| Reading F. C.           | 1       | –          | 1988         | -               |
| Crystal Palace F. C.    | 1       | –          | 1991         | -               |
| Everton F. C.           | –       | 2          | -            | 1989, 1991      |
| Manchester City F. C.   | –       | 1          | -            | 1986            |
| Charlton Athletic F. C. | –       | 1          | -            | 1987            |
| Luton Town F. C.        | –       | 1          | -            | 1988            |
| Middlesbrough F. C.     | –       | 1          | -            | 1990            |
| Southampton F. C.       | –       | 1          | -            | 1992            |